# Кули Сити (Вашингтон)
Кули Сити (енгл. Coulee City) град је у америчкој савезној држави Вашингтон. По попису становништва из 2010. у њему је живело 562 становника.

## Демографија
Према попису становништва из 2010. у граду је живело 562 становника, што је 38 (6,3%) становника мање него 2000. године.
| Група             | 2000.       | 2010.       |
| Белци             | 558 (93,0%) | 509 (90,6%) |
| Афроамериканци    | 6 (1,0%)    | 0 (0,0%)    |
| Азијати           | 2 (0,3%)    | 1 (0,2%)    |
| Хиспаноамериканци | 17 (2,8%)   | 19 (3,4%)   |
| Укупно            | 600         | 562         |